# St. Stephan (Gartz)

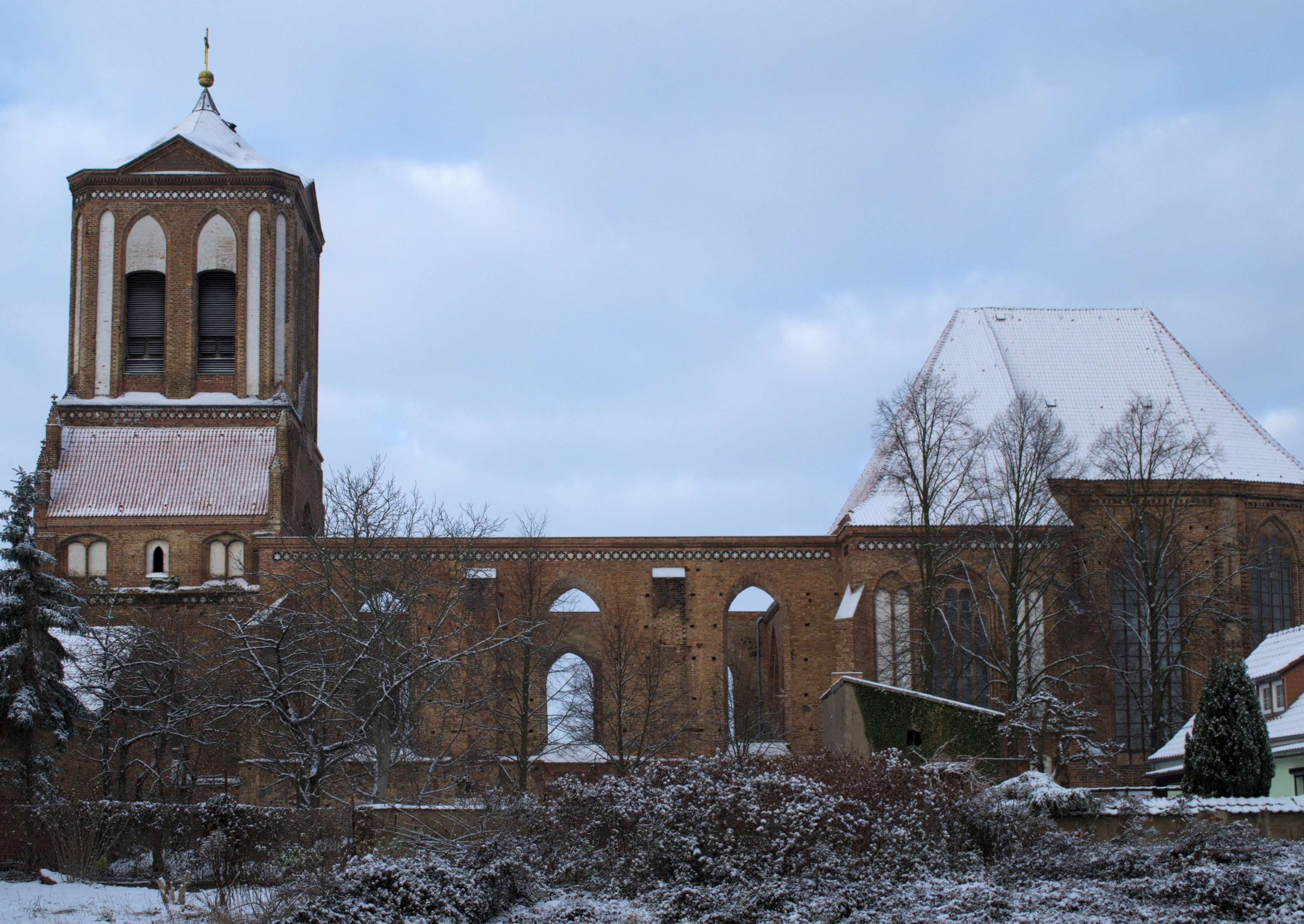
St. Stephan (Gartz)

Die Stadtkirche St. Stephan in Gartz an der Oder im Landkreis Uckermark in Brandenburg ist eine gotische Backsteinkirche, die im Zweiten Weltkrieg teilzerstört wurde. Sie gehört zur Kirchengemeinde Gartz/Oder der Propstei Pasewalk der Evangelisch-Lutherischen Kirche in Norddeutschland (Nordkirche) und kann nach Anmeldung besichtigt werden.

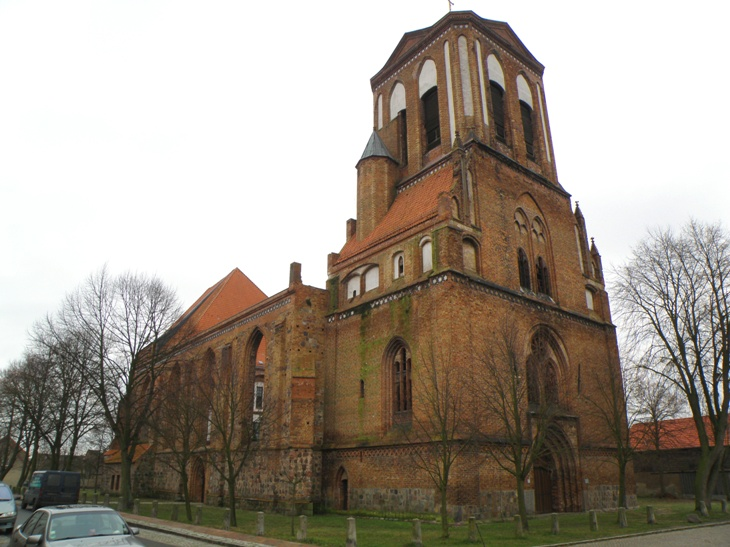
Ansicht von Nordwest

## Geschichte und Architektur
Das Schiff der dreischiffigen gotischen Backsteinhallenkirche von vier Jochen wurde in der zweiten Hälfte des 14. Jahrhunderts erbaut. Der einschiffige Chor mit fünfseitigem Schluss entstammt dem 15. Jahrhundert und zeigt die Schmuckformen der Kirchen aus der Schule des Hinrich Brunsberg.
Von 1886 bis 1915 war Hermann Petrich Oberprediger und Superintendent an St. Stephan.
Die Kirche brannte um den 20. bis 23. April 1945 bis auf die Umfassungsmauern aus. Die Sterngewölbe des Chors blieben jedoch erhalten und so wurde der Chor bis 1952 wieder eingedeckt und gegen das Schiff abgetrennt. Finanziert aus einem Kirchenbauprogramm in der DDR, wurde von 1982 bis 1987 auch das westlich anschließende Langhausjoch zweigeschossig ausgebaut und mit einer vielfach durchfensterten Wand vom restlichen Schiff abgetrennt, das weiterhin Ruine ist.

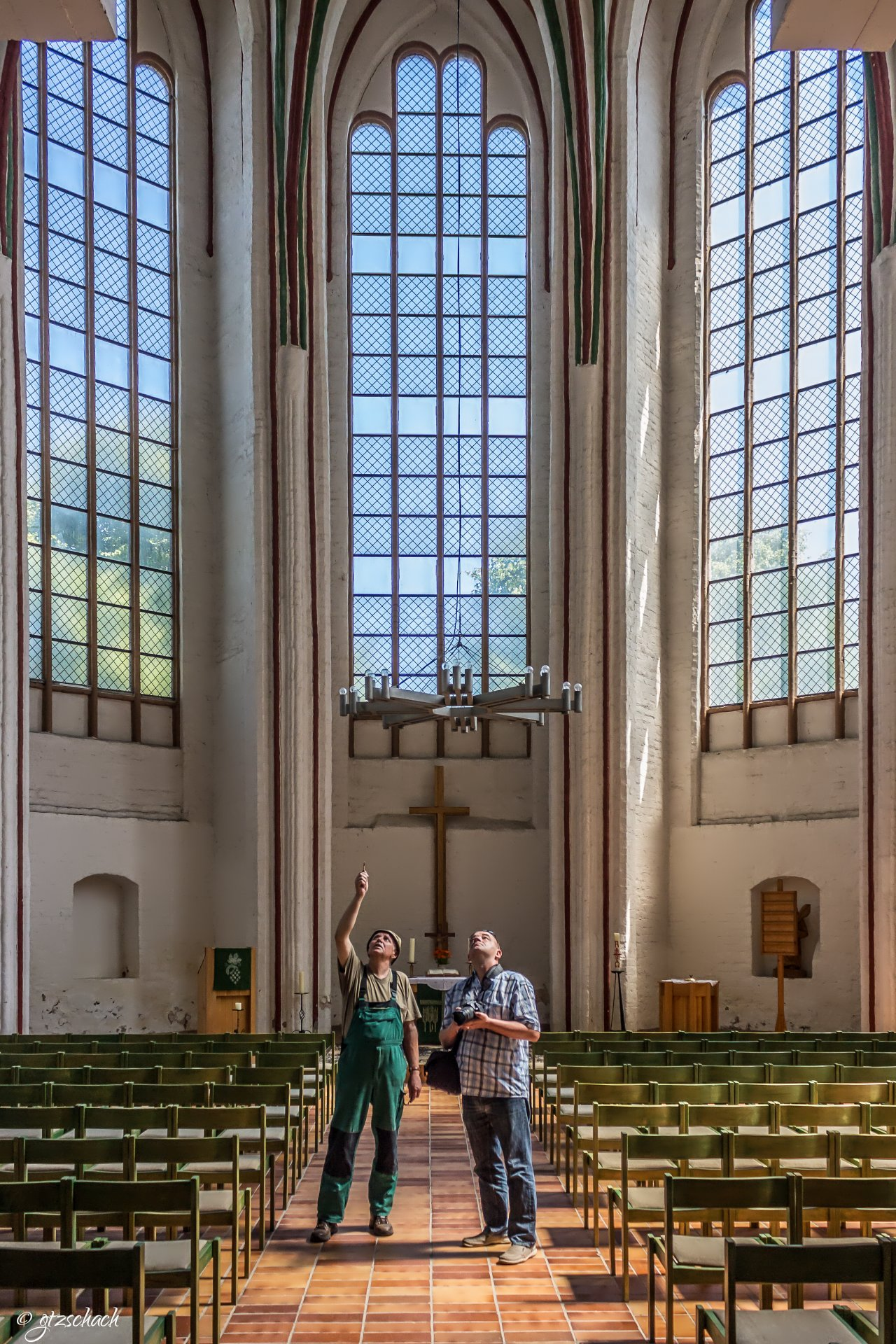
Chor-Innenansicht

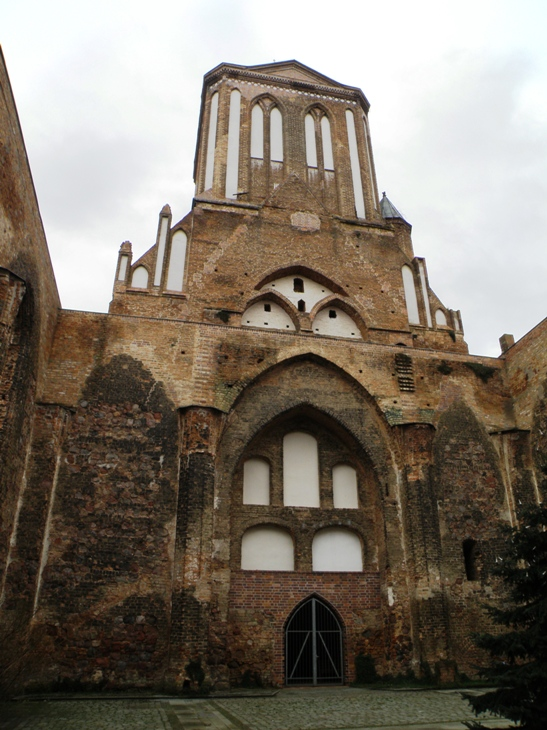
Ansicht des Turms aus der Ruine des Schiffs

Die Sterngewölbe und oktogonalen Pfeiler im Langhaus sind nicht erhalten. Die Mauerkronen und Fenstergewände des Langhauses werden weiter gesichert, damit das Langhaus begehbar bleibt. Eine Wiederherstellung des Langhauses ist nicht absehbar.
Der Chor besitzt nach innen gezogene Strebepfeiler, die außen ähnlich wie an der Katharinenkirche in Brandenburg als flache Wandvorlagen in Erscheinung treten. Die Vorlagen sind mit Stäben aus glasierten und unglasierten Formsteinen gegliedert und mit je drei übereinander liegenden Doppelnischen für Figuren gestaltet. Das bekrönende Maßwerk und die Wimperge fehlen. Zwischen den Strebepfeilern liegen im Innern tiefe Wandnischen mit eigenen kleinen Kreuzgewölben. Hohe vier- und fünfteilige Spitzbogenfenster erhellen das Bauwerk.
Der mächtige Turm gehört in den unteren Teilen noch dem Mittelalter an, während das oberste Geschoss aus Backstein im 18. Jahrhundert errichtet wurde. Der Turm wurde nach der Kriegszerstörung wiederhergestellt und mit einem Zeltdach abgeschlossen. Auf eine Rekonstruktion des barocken Aufsatzes wurde dabei verzichtet.

## Ausstattung

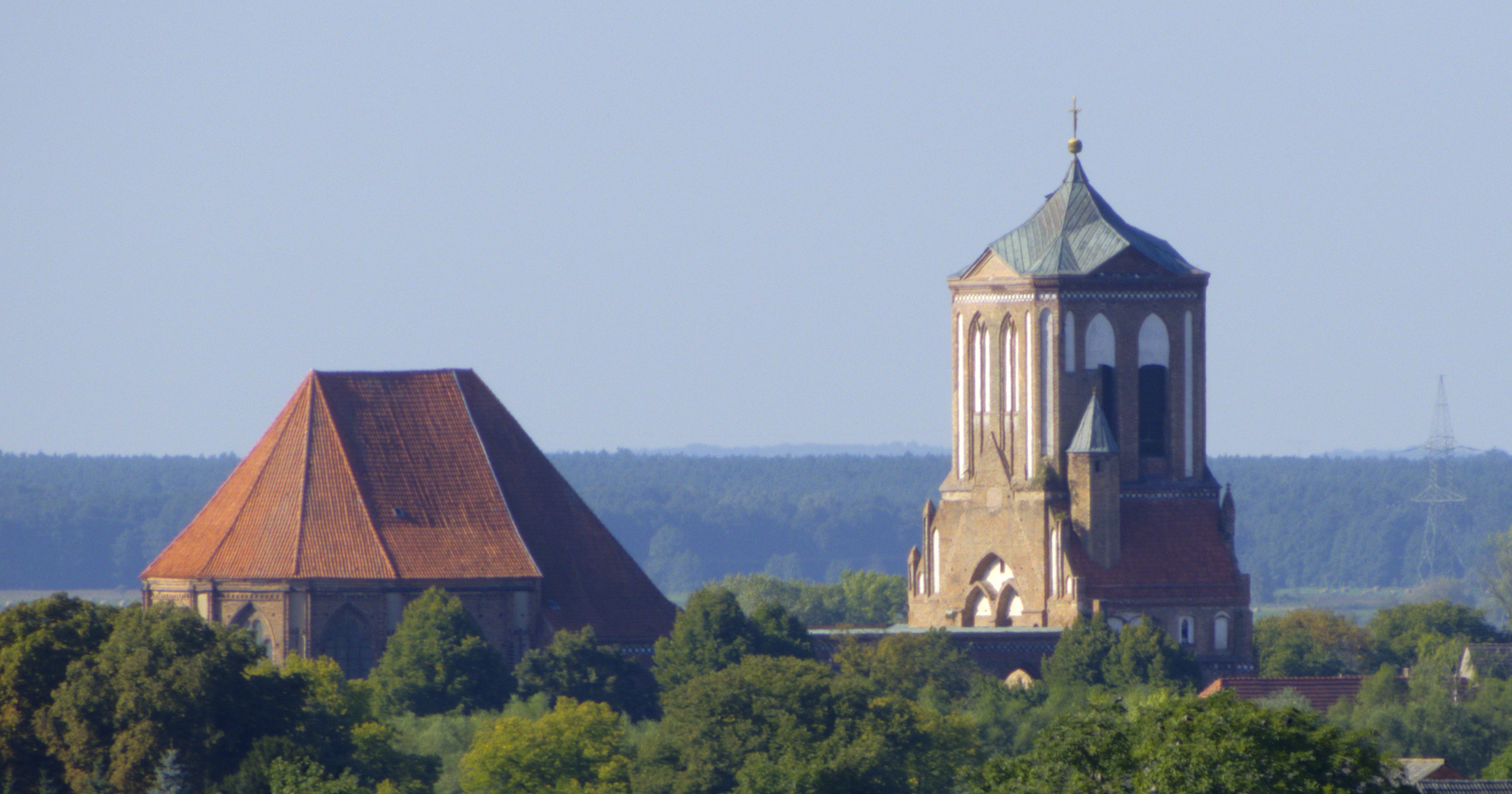
Gesamtansicht von Norden

Von der ortsfesten ursprünglichen Ausstattung, die unter anderem aus einem neugotischen Altar und einer neugotischen Kanzel bestand, ist durch die Zerstörung nichts erhalten. Die Kirche erhielt im Jahr 1991 eine neue Orgel von Ulrich Fahlberg mit 16 Registern auf zwei Manualen und Pedal.
Zur liturgischen Ausstattung gehören eine silberne Oblatendose von 1823 sowie Kelche und eine Patene aus Silber von 1863. Ein Leuchterpaar aus Bronze stammt von 1656. Eine Grabplatte aus Sandstein aus dem 17. Jahrhundert hat ebenfalls die Zerstörung überstanden.